# Invisible Connections
Invisible Connections è l'undicesimo album in studio del musicista greco Vangelis, pubblicato nel 1985 dalla Deutsche Grammophon.

## Descrizione
Tra i suoi lavori più oscuri, Invisible Connections, ventitreesima pubblicazione ufficiale da solista comprendendo raccolte e colonne sonore, presenta un sound del tutto differente da tutti gli altri lavori di Vangelis, fatta eccezione per Beaubourg, unico album dallo stile simile. Nonostante questo, viene comunemente inserito nella trilogia dei suoi album anni ottanta, composta anche dai precedenti due album Soil Festivities e Mask.
Questo lavoro, come in altro modo anche i precedenti, dimostra una volontà del musicista greco di sperimentare non soltanto basandosi sullo stile a cui ha abituato (come fatto in Soil Festivities), ma anche sfociando nelle parti meno accessibili della musica sperimentale, data la differenza sostanziale e marcata tra questo lavoro (e Beaubourg in precedenza) rispetto allo stile musicale dei suoi lavori più noti. In un certo senso possono essere inclusi in questa categoria anche lavori come i due precedenti a questo, che però, pur mostrando sonorità diverse dal suo stile, segnano una sorta di evoluzione dove sono ben udibili i contenuti stilistici dei primi album, differentemente da questo, che potrebbe essere considerato persino un progetto parallelo.

### Le tracce
La title track può essere divisa in due movimenti. Il primo, che va dall'inizio al minuto 8:35 circa, è una collezione di suoni acustici (di strumenti come percussioni, clavicembalo e pianoforte) modificati e trattati elettronicamente. Privo di una struttura ritmica, il suo stile può essere classificato come dark ambient. Il secondo movimento è più strutturato dal punto di vista ritmico e l'inserimento di suoni elettronici.
Atom Blaster presenta uno stile simile al primo movimento della title track, in una forma più minimalista. Thermo Vision è a sua volta un'evoluzione del brano precedente, con l'aggiunta della strumentazione elettronica.

## Tracce
1. Invisible Connections – 18:30
2. Atom Blaster – 7:50
3. Thermo Vision – 13:19

## Musicisti
- Vangelis - tutti gli strumenti